# Im Na-young
Đây là một tên người Triều Tiên, họ là Im.
Im Na-young (hay còn được viết là Lim Na-young, Hangul: 임나영, Hanja: 林娜榮, Hán Việt: Lâm Na Vinh, sinh ngày 18 tháng 12 năm 1995) là một nữ ca sĩ, rapper người Hàn Quốc. Cô là cựu trưởng nhóm của nhóm nhạc nữ Hàn Quốc Pristin do công ty Pledis Entertainment thành lập và quản lý, được biết đến thông qua chương trình thực tế Produce 101. Cô là cựu thành viên của nhóm nhạc nữ I.O.I được sinh ra từ Produce 101.

## Tiểu sử
Nayoung sinh ngày 18 tháng 12 năm 1995 tại Gwanak-gu, Seoul, Hàn Quốc. Tháng 2 năm 2011, Nayoung tốt nghiệp trường trung học Hanol Onyang, và trở thành thực tập sinh của công ty Pledis Entertainment, công ty giải trí với những nhóm nhạc nổi tiếng như After School, Orange Caramel,...
Nayoung được nhận vào một trường trên Seoul và cô chuyển đến một nơi ở mới tại Seoul. Vào năm 2011, cô được chọn ra với tư cách là một thành viên mới của nhóm nhạc nữ After School nhưng đã bị loại bỏ. Cô lại được dự kiến ra mắt vào năm sau với tư cách thành viên nhóm nhạc nữ của phương tiện truyền thông di động Hello Venus nhưng cũng bị loại ra khỏi dự án đó. Nayoung tốt nghiệp vào tháng 3 năm 2014 của trường Đại học Dongduk Women Broadcasting.

## Sự nghiệp

### Tham gia Produce 101
Vào năm 2016, Nayoung tham gia chương trình thực tế sống còn của Mnet "Produce 101", show tuyển chọn 11 thành viên cho một nhóm nhạc dự án hoạt động trong vòng một năm với 101 thực tập sinh đến từ các công ty khác nhau.
Trong tập 1, với thử thách đưa ra cho các thực tập sinh là chọn những bài hát debut (ra mắt) của các nhóm nhạc nữ tiền bối. Nayoung đã chọn biểu diễn ca khúc debut "Ah!" của tiền bối After School.
Trong phần thi tiếp theo, các thực tập sinh sẽ phải chọn các phần thi tài năng, gồm Vocal/Rap/Dance. Nayoung chọn concept "DANCE" với bài hát "Say My Name" của Destiny Child. Cũng tại màn trình diễn này, Nayoung khiến các thực tập sinh và huấn luyện viên của mình phải trầm trồ vì sự sexy và những đường cong tuyệt vời của cơ thể mình.
Tập tiếp theo, chỉ còn 35 sinh sẽ thực hiện một trong những concept bao gồm: "Make Some Noise - 24 Hours", "Hualyeogangsan - Don't Matter", "Macaroon Honey Dduk - Yum-Yum", "Pinkrush - FingerTips" và "Girls On Top - In The Same Place".

### Ra mắt với I.O.I
Trong tập cuối của chương trình Produce 101, Nayoung giành được vị trí chung cuộc thứ 10 và ra mắt với tư cách là trưởng nhóm của nhóm nhạc nữ I.O.I.
| Lần đánh giá                          | Ca khúc                     | Xếp hạng   |
| ------------------------------------- | --------------------------- | ---------- |
| Ca khúc debut của một số nhóm nhạc nữ | Ah (After School)           | 1          |
| Dance/Vocal/Rap                       | Say My Name (Destiny Child) | 11         |
| Biểu diễn theo concept                | Fingertips "Pinkrush"       | 8          |
| Final Epsode                          | Crush (with Top 22)         | 10 (Debut) |

### Trở thành thành viên củaPristin
Pledis Entertainment thông báo rằng sau khi I.O.I kết thúc hợp đồng, Nayoung và Jieqiong sẽ trở về hoạt động dưới sự quản lý của Pledis và ra mắt với tư cách thành viên của nhóm nhạc nữ mới mang tên Pristin (trước đó là PLEDIS GIRLZ).

### Pristintan rã, kết thúc hợp đồng vớiPledis Entertainment
Vào tháng 5, Pledis Entertainment thông báo Pristin tan rã sau 2 năm hoạt động. Cựu Leader PRISTIN/I.O.I,Lim Nayoung đã kết thúc hợp đồng với công ty. Cô ấy đã kí hợp đồng độc quyền với Sublime Artist Entertainment sau khi rời Pledis Entertainment. Cô nàng sẽ tập trung vào nhiều lĩnh vực như âm nhạc, diễn xuất và biên đạo nhảy.

## Danh sách đĩa nhạc

### Đĩa đơn
| Năm  | Tên                     | Thứ hạng cao nhất | Doanh số       | Album                         |
| Năm  | Tên                     | KOR               | Doanh số       | Album                         |
| ---- | ----------------------- | ----------------- | -------------- | ----------------------------- |
| 2015 | "Pick Me" (Produce 101) | 9                 | - HQ: 767,005+ | đĩa đơn không nằm trong album |
| 2016 | "Fingertips" (Pinkrush) | 21                | - HQ: 377,575+ | 35 Girls 5 Concepts           |

## Chương trình truyền hình thực tế
| Năm  | Tên chương trình                   | Kênh truyền hình | Ghi chú |
| ---- | ---------------------------------- | ---------------- | --- |
| 2016 | Produce 101                        | Mnet             | Thí sinh, xếp thứ 10 chung cuộc, trở thành thành viên của I.O.I                                                                                      |
| 2016 | Vitamin                            | KBS2             | Khách mời tập 629 ngày 19/5 với Nayoung, Chungha, Sohye, Yoojung                                                                                     |
| 2016 | Hello, Our Native Language         | KBS1             | Khách mời tập 9 ngày 23/5 và tập 13 ngày 20/6 với Nayoung, Chungha, Sejeong, Somi                                                                    |
| 2016 | Taxi                               | tvN              | Khách mời 2 tập đặc biệt 429 ngày 24/5 và 430 ngày 31/5, tổ chức guerilla concert tại sân khấu nổi Floating Stage ở Yeouido, Seoul, Hàn Quốc với IOI |
| 2016 | Talents For Sale                   | KBS2, V LIVE     | Khách mời đặc biệt, biểu diễn bài "PICK ME", ngày 24/4 trên V LIVE, phát sóng tập 1 ngày 6/5 và tập 2 ngày 13/5 trên kênh KBS2 với IOI               |
| 2016 | Two Yoo Project -Sugarman          | JTBC             | Khách mời tập 28 ngày 26/4 cùng với Jessi và Hanhae (한해), biểu diễn bài "엉덩이" (Hip Song) của "바나나걸" (Banana Girl) và giành chiến thắng      |
| 2016 | Knowing Brother                    | JTBC             | Host chính tập 23 ngày 7/5 |
| 2016 | Knowing Brother                    | JTBC             | Host chính tập 53 ngày 3/12 |
| 2016 | Battle Trip                        | KBS2             | Khách mời tập 4 ngày 7/5 |
| 2016 | Good Morning                       | KBS2             | Khách mời tập 14 ngày 12/5, biểu diễn bài "Dream Girls"                                                                                              |
| 2016 | Sisters' Slam Dunk                 | KBS2             | Khách mời tập 6 ngày 13/5 |
| 2016 | Music Video Bank Stardust Season 2 | KBS2             | Khách mời tập 45 ngày 18/5, corner "M/V Chart 7" và "Hot Debut"                                                                                      |
| 2016 | Music Video Bank Stardust Season 2 | KBS2             | Khách mời tập 57 ngày 24/8, corner "M/V Chart 7" |
| 2016 | Music Video Bank Stardust Season 2 | KBS2             | Khách mời tập 65 ngày 26/10, corner "M/V Story" |
| 2016 | Immortal Song 2                    | KBS2             | Khách mời tập 255 [홍서범 (Hong Seo-beom) Special] ngày 11/6, biểu diễn bài "불놀이야" (It Is Fire Play) của OXEN'80 (옥슨80)                        |
| 2016 | Immortal Song 2                    | KBS2             | Khách mời tập 278 ngày 19/11 |
| 2016 | Happy Together 3                   | KBS2             | Khách mời tập 453 ngày 16/6 cùng với Bada, Park Jung-ah, và JeA (Brown Eyed Girls)                                                                   |
| 2016 | Yu Hee-yeol's Sketchbook           | KBS2             | Khách mời tập 333 (Girl Group Day) ngày 2/9, biểu diễn bài "Pick Me" và "Whatta Man (Good Man)"                                                      |